# Lars Zender

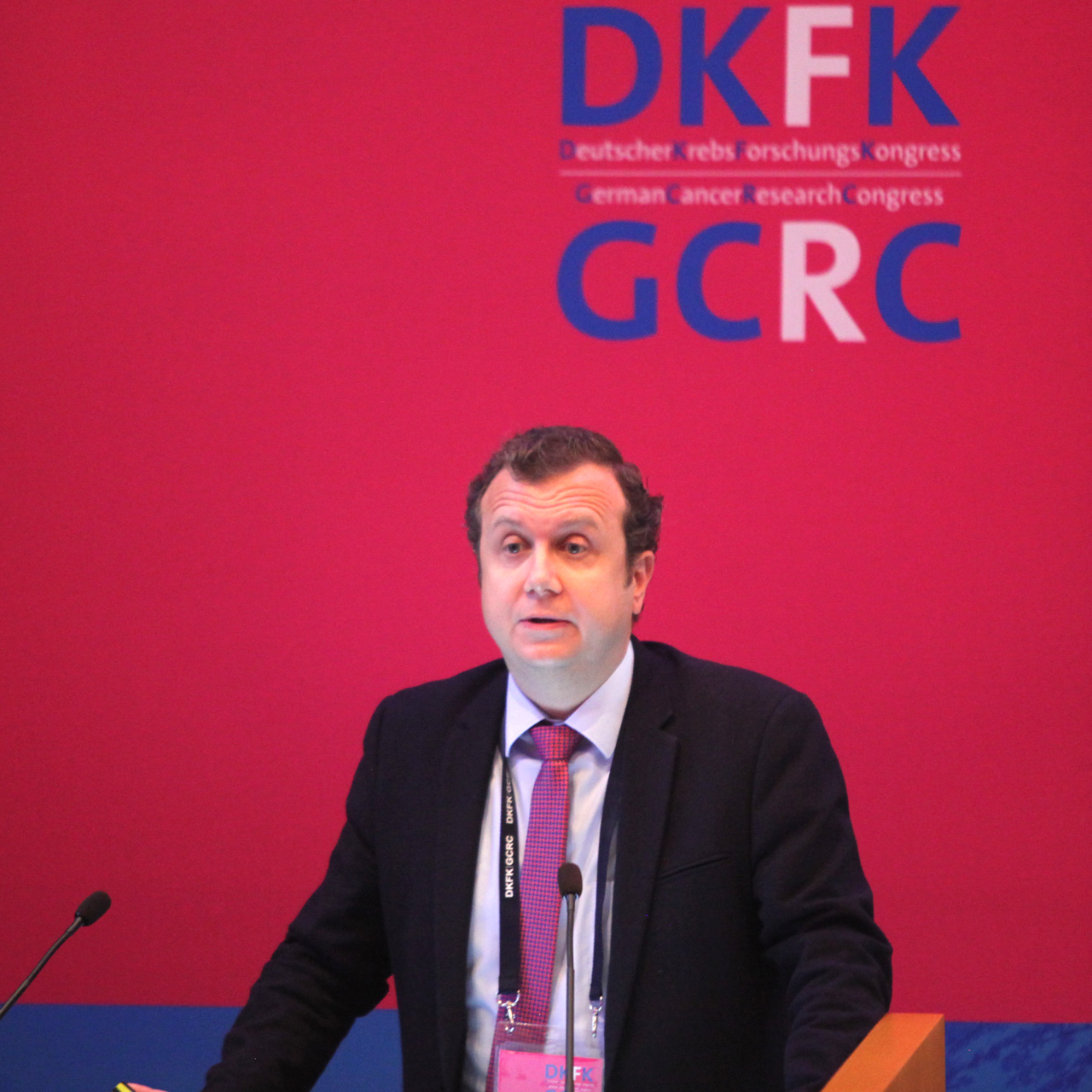
Lars Zender (2019)

Lars Zender (* 28. Mai 1975 in Hannover) ist ein deutscher Hepatologe und Onkologe.
Zender studierte an der Medizinischen Hochschule Hannover (MHH), wo er 2002 mit der Arbeit Molekulare Mechanismen adenoviraler Toxizität in der Leber zum Dr. med. promoviert wurde. Im selben Jahr erhielt er die Approbation zum Arzt. Er arbeitete zunächst als Assistenzarzt in der Gastroenterologie und Hepatologie der MHH, bevor er 2004 als Postdoktorand zu Scott W. Lowe an das Cold Spring Harbor Laboratory ging. 2008 erhielt er mit dem Emmy-Noether-Programm am Helmholtz-Zentrum für Infektionsforschung in Hannover eine eigene Arbeitsgruppe. Gleichzeitig arbeitete er wieder als Arzt an der MHH, wo er 2009 eine erste Professur (W1) für experimentelle gastrointestinale Onkologie erhielt. Seit 2010 hat er zusätzlich eine Gastprofessur am Cold Spring Harbor Laboratory inne. 2012 wechselte Zender auf eine ordentliche Professur (W3) für gastrointestinale Onkologie an der Eberhard Karls Universität Tübingen. Seit 2016 ist er Medizinischer Direktor der dortigen internistischen Klinik für klinische Tumorbiologie und der Abteilung für Physiologie.
Zender befasst sich wissenschaftlich vor allem mit der Leber. Er konnte Mechanismen entschlüsseln, die zum Erhalt oder zur Wiederherstellung der Leberfunktion beitragen. Mit Hilfe onkogenetischen RNA-Interferenz-Screenings entdeckte er mehrere Gene, die Tumoren in der Leber hemmen. Die entwickelte Methodik übertrug er auf die Erholung der Leberfunktion nach akutem oder chronischem Leberversagen als Alternative zur Lebertransplantation. Das zweite Forschungsgebiet ist die Aufklärung der Rolle der Zellseneszenz bei der Entstehung von Krebs. Zender konnte zeigen, dass das „Anschalten“ der Seneszenz die Entstehung von Tumoren aus prämalignen Leberzellen verhindert und somit einen wichtigen Schutzmechanismus darstellt.
Zender erhielt für seine Forschungen zahlreiche Auszeichnungen, darunter 2011 den Johann-Georg-Zimmermann-Preis, 2013 den Württembergischen Krebspreis (Dres. Bayer-Stiftung) und den Deutschen Krebspreis, 2014 den Gottfried-Wilhelm-Leibniz-Preis und 2015 den Novartis-Preis.
Zender hat sich 2024 für die Ortschaftsratswahlen in Wendelsheim für eine freie Wählervereinigung aufstellen lassen. Bei der Wahl am 9. Juni 2024 erhielt er 10,26 % Stimmanteil und wurde somit nicht in den Ortschaftsrat gewählt.